# Gold Ballads (компилация на „Скорпиънс“)
Gold Ballads е компилация на германската рок група „Скорпиънс“, издаден през 1984 г. от „Харвест Рекърдс“ и „И Ем Ай Рекърдс“, само за европейските и азиатските пазари. В изданието са включени едни от най-популярните и влиятелни „мощни“ рок балади от предишните четири албума на групата, записани и издадени в периода 1979 г. - 1984 г. Корицата е направена от „Кочловски“, която е германска компания за графичен дизайн и включва снимка, заснета от германския фотограф Хелмут Нютон при снимките за направата на обложката за изключително успешният албум на „Скорпиънс“ Love at First Sting, издаден по-рано през същата година.
Gold Ballads е първата компилация на групата, която достига до №1, след като на 18 май 1985 г. се класира на първо място в класацията „Топ Диско“ в Португалия. Изданието влиза и в музикалните класации и на други европейски страни и на 25 февруари 1985 г. европейското списание „Юрошийт“ съобщава, че благодарение на успеха си в класациите на Франция, Германия, Швейцария, Португалия и Кипър достига №22 в Европа. Години по-късно международната организация „Световни европейски награди“ му присъжда „платинена“ плоча за повече от един милион продадени копия само в Европа.

## Списък с песните

### Страна едно
1. Still Loving You – 6:27 (от албума Love at First Sting)
2. Holiday – 6:31 (от албума Lovedrive)

### Страна две
1. When the Smoke Is Going Down – 3:50 (от албума Blackout)
2. Always Somewhere – 4:54 (от албума Lovedrive)
3. Lady Starlight – 6:18 (от албума Animal Magnetism)

## Музиканти
- Клаус Майне – вокали
- Рудолф Шенкер – китари
- Улрих Джон Рот – китари
- Франсис Буххолц – бас
- Херман Раребел – барабани

## Позиция в класациите
| Класация    | Най-висока позиция | Източник |         |
| 1985 г.     | 1985 г.            | 1985 г.  | 1985 г. |
| ----------- | ------------------ | -------- | ------- |
| Германия    | 25                 | [ 8 ]    |         |
| Европа      | 22                 | [ 6 ]    |         |
| Испания     | 29                 | [ 9 ]    |         |
| Португалия  | 1                  | [ 5 ]    |         |
| Швейцария   | 7                  | [ 10 ]   |         |
| 1987 г.     |                    |          |         |
| Нидерландия | 11                 | [ 11 ]   |         |

| Класация    | Най-висока позиция | Източник |         |
| 1987 г.     | 1987 г.            | 1987 г.  | 1987 г. |
| ----------- | ------------------ | -------- | ------- |
| Нидерландия | 84                 | [ 12 ]   |         |

## Сертификати
| Територия | Сертифициращ орган | Сертификат | Сертифицирани продажби | Източник |
| --------- | ------------------ | ---------- | ---------------------- | -------- |
| Европа    | Световни награди   | Платинен   | 1 000 000              | [ 7 ]    |